# 視頻魔術
影片魔術，又稱特效魔術、視頻魔術、後製魔術，一種非現場演出的魔術手法，只在視頻上呈現魔術效果。這種魔術的演出方式，是先拍攝魔術師進行表演的影片，經運鏡、後製、特效、剪接、影像合成與電腦動畫效果，在影片上製作出魔術效果；之後經電視、網路等媒體，播放影片，讓觀眾誤以為魔術師是真的在現場演出這個魔術手法。這種魔術充滿娛樂效果，但是一旦觀眾發現這個手法是由電視特效製造，可能會產生失望的感覺。無法在現場演出的魔術師，其專業能力也常會受到質疑。
2012年，因藝人王亦豐（藝名Yif）在youtube及土豆網上發表的一系列魔術影片，其手法被懷疑以後製方式作成，其經紀人王偉忠創造了這個術語，來解釋這種手法。但關於視頻魔術手法的說法起始的時間可能可以追溯到1980年代的美國，在大衛·考柏菲在電視上大量演出各種魔術後，在當時引發了魔術界廣泛的討論。這種藉由事先錄製的影片傳播魔術效果，也很早成為大眾娛樂的一部份。有一派魔術師反對這種表演方式，認為無法在現場演出的魔術都是假魔術，會破壞魔術的名譽。

## 歷史
在電視上演出魔術，在1980年代開始大量出現。
大衛·考柏菲從1980年開始在美國電視頻道上演出超大型幻術，在國外超大型魔術Illusion Magic普遍的被稱為幻術，因此大衛向來稱呼自己是幻術師。1980年，在美國ABC電視頻道中，飄浮一台法拉利跑車。1981年，大衛考柏菲爾在美國ABC電視頻道中，消失一台飛機。1983年，大衛考柏菲爾在美國ABC電視頻道中，消失美國著名地標自由女神。一直到2001年，大衛考柏菲陸續透過電視媒體錄製電視魔術特輯，將他的魔術表演傳播到全世界。
1997年，大衛·布萊恩播出他的個人第一支街頭魔術節目。2004年，Cyril Takayama開始日本電視魔術特輯，演出從海報偷漢堡魔术。2005年，克里斯·安吉尔自製的街頭魔術影片Mindfreak以另一種風格席捲美國。
這些魔術表演，包括克里斯·安吉尔等人，都曾被懷疑利用電視影像後製來完成魔術。這些魔術師多強調他們為現場演出後錄製播出，否認以剪接等後製手法來表演魔術。包括日本資深魔術師Dr Malick曾在日本魔術大會上表示，懷疑Cyril的電視特輯是透過後製作呈現效果，不能現場表演。無法現場演出的魔術師，其專業能力經常會受到質疑，如2007年，Cyril在自己個人專場show以及現場節目做出了空手去漢堡魔術，以證實自己現場演出的能力。
2012年9月1日，Yif於Youtube及優酷放上第一支Yif魔幻紀錄片 （页面存档备份，存于），數日內點閱率破2萬。之後又與土豆網合作，引起媒體關注與報導。11月29日，美國艾倫·狄珍妮秀將他生麵團變法式麵包的影片拿來諷刺，影射他在影片中演出的魔術是以電腦合成後製而成。台灣魔術師粘立人隨後召開記者會，抨擊這種魔術手法，這個手法開始在台灣被人討論。

2012年12月26日，王偉忠在微博上表示視頻魔術是一種數位行銷的手法，
「視頻魔術是數位時代常見的行銷手法」、「有些魔術師認為這是騙術」、「但是時代來了，就要上前去接受世界級的行銷手法。」、「看魔術，驚喜有趣就好」、「視頻魔術是好的行銷方法，不是說是魔術最好的表現方法，我也強調過我最喜歡的還是高超手法的近景魔術，怎麼排了一天舞台劇，回頭看微博這麼多誤會！而且看魔術，驚喜有趣就好，連我有時都不願知道yif的魔術秘密！」
2013年1月2日，Yif召開記者會，王偉忠在記者會上再度以視頻魔術來形容王亦豐的魔術手法。在此之後，出現視頻魔術這個名詞。
Yif在2014年中國中央電視台春節聯歡晚會，現場演出了他的兩種招牌鈔票變換手法（strike change / gradual change），吹錢旋轉成信用卡，以及空手變出法國麵包，以證實他的現場演出實力。但徒手變出法國麵包的部份，被認為可能穿幫。